# Hexatoma (Eriocera) lativentris
Hexatoma (Eriocera) lativentris is een tweevleugelige uit de familie steltmuggen (Limoniidae). De soort komt voor in het Oriëntaals gebied.